# 白敏中
白敏中（792年—861年），字用晦，并州太原（今山西太原）人，唐朝官員，詩人白居易從弟。

## 生平
少孤，與賀拔甚友好，唐穆宗長慶（821年—824年）初中進士，義成節度使李聽聘為幕僚。入朝為右拾遺，高元裕引薦為侍御史、左司員外郎。宣宗立，以兵部侍郎同中書門下平章事，與李德裕往來密切，被視為李（德裕）黨。大中元年（847年），李德裕遭貶，出為荊南節度使，白敏中詆毀李德裕，將李黨中人全部貶謫到珠崖（今海南）。後任尚書右仆射，封太原郡公，“自員外，凡五年十三遷”。
大中二年（848年），唐宣宗令敏中為萬壽公主選佳婿，敏中推薦鄭顥，當時鄭顥已定親於盧氏，硬是被迫娶公主，婚後不幸福，鄭顥恨之，多次彈劾白敏中。大中五年（851年），被崔鉉、鄭顥排擠，出任邠寧行營都統。咸通二年，出爲鳳翔節度使，以年老再三辭任，除東都留守，以太傅致仕。白敏中在致仕的那一年病逝，但是唐懿宗同意白敏中退休的正式詔書卻遲遲未到。身故後谥丑，因為太常博士曹鄴稱白敏中“病不堅退，驅逐諫臣，怙威肆行”，所以給白敏中定了一個諡號為“丑”，這是個惡諡。然而《唐会要》记载的其谥号则是文贞。

## 轶事趣闻
《玉泉子》记载白敏中担任宰相时，想以进士侯温为女婿，妻子卢氏说你身为宰相，愿意做我们家女婿的人有很多，既然已经姓白，又选择侯氏子为女婿，一定会被人称呼为“白猴”，白敏中听了之后便放弃了这个想法。这个轶事不一定是真实的，根据白敏中墓志，他并没有卢姓妻子。

## 家庭

### 父祖
五世祖：白士通，利州都督
高祖：白志善，尚衣奉御
曾祖：白温，檢校尚書都官郎中，贈給事中。
祖父：白鳞，揚州録事參軍、贈尚书左僕射。
父亲：白季康，宣州溧水縣令，贈司徒。正室河東薛氏，追封河東郡太夫人，生白阐、白幼文。继室平陽敬氏，累封鄭國太夫人，綏州刺史阳令琬之女，生白敏中。
叔父：白季平，河南主簿。

### 兄长
白闡，杭州於潛尉。
白幼文，睦州遂安尉。

### 妻子
正室崔氏，解縣令博陵崔寬第五女，生三女，二女早夭。继室韋氏，祕書少監韦同靖之女，封卫国夫人。生二女，早夭。

### 子女
新表记载白敏中三子韦为白順求，字幾聖，白崇嗣，字光祚；白傅規，字慶餘，和白敏中墓志记载诸子名字不符，新表或误。
- 白徵復，祕書省著作郎，妻博陵崔氏[9]
  - 白承孫，祕書省校書郎[10]
- 白崇儒，祕書省校書郎[9]

- 白可久，京兆府參軍[9]
- 白氏（？-853年），敏中长女，大中二年嫁皇甫煒，大中七年去世[11]

- 白氏（840-858年）[12]，崔氏所出，大中十年嫁给姊夫主客員外郎、抚州刺史[13]安定皇甫煒[7]，大中十二年因所育一子早夭过度悲伤去世[12]
- 白氏，嫁前集賢殿校理張温士[14]
- 白錦兒[10]

## 延伸阅读
[在维基数据编辑]
 在维基文库阅读此作者作品
 《新唐書·卷119》，出自《新唐書》